# 파라마스틱스속
파라마스틱스속(Paramastix)은 헤미마스틱스목에 속하는 진핵생물 속이다. 4종을 포함하고 있다.

## 하위 종
- P. lata Skuja 1956
- P. minuta Skuja 1964
- P. conifera Skuja 1948
- P. truncata Skuja 1948